# 山越駅
山越駅（やまこしえき）は、北海道二海郡八雲町山越にある北海道旅客鉄道（JR北海道）函館本線の駅である。駅番号はH55。電報略号はヤコ。事務管理コードは▲140121。

## 歴史
- 1903年（明治36年）11月3日：北海道鉄道 森駅 - 熱郛駅間の開通に伴い、同線の山越内駅（やまこしないえき）として開業[3][4]。一般駅。
- 1904年（明治37年）10月15日：山越駅（やまこしえき）に改称[4]。
- 1907年（明治40年）7月1日：北海道鉄道の国有化に伴い、国有鉄道に移管。
- 1909年（明治42年）10月12日：国有鉄道線路名称制定に伴い、函館本線の駅となる。
- 1920年（大正9年）9月8日：駅舎改築[5]。
- 1949年（昭和24年）6月1日：日本国有鉄道法施行に伴い、日本国有鉄道（国鉄）に継承。
- 1960年（昭和35年）5月25日：貨物取扱い廃止[4]。
- 1969年（昭和44年）
  - 8月29日：函館本線 野田生駅 - 当駅間が複線化[6]。
  - 9月26日：函館本線 当駅 - 八雲駅間が複線化[6]。
- 1984年（昭和59年）2月1日：荷物取扱い廃止[4]。
- 1986年（昭和61年）11月1日：無人化[4]。
- 1987年（昭和62年）4月1日：国鉄分割民営化に伴い、北海道旅客鉄道（JR北海道）の駅となる。
- 1989年（平成元年）10月6日：駅舎改築[7][4]。
- 2007年（平成19年）10月1日：駅ナンバリングを実施[JR北 1]。

### 駅名の由来
当駅の所在する地名より。地名はアイヌ語に由来するが諸説あり、「ヤㇺクㇱナイ（yam-kus-nay）」〔栗（を拾うために）・通行する・川〕、「ヤㇺウㇱナイ（yam-us-nay）」〔栗（を拾うために）・通行する・川〕、「ヤㇺウㇰウㇱナイ（yam-uk-us-nay）」〔栗・を採る・いつもする・沢〕のいずれかに由来するとされる。
なお、「山越内」から「山越」への改名のついては「地名に合わせたもの」とされている。

## 駅構造
単式ホーム2面2線を持つ地上駅。かつては混合ホーム2面3線であったが、中線を取り払ったことにより、現在に至る。ホーム中央に構内踏切がある。
ホームの脇に関所を模した待合所が設置されている。これは近くに江戸幕府の関所の跡があることにちなんだもので「日本最北端の関所」として知られている。八雲駅管理の無人駅となっている。

### のりば
| 番線 | 路線      | 方向 | 行先         |
| ---- | --------- | ---- | ------------ |
| 1    | ■函館本線 | 上り | 森・函館方面 |
| 2    | ■函館本線 | 下り | 長万部方面   |

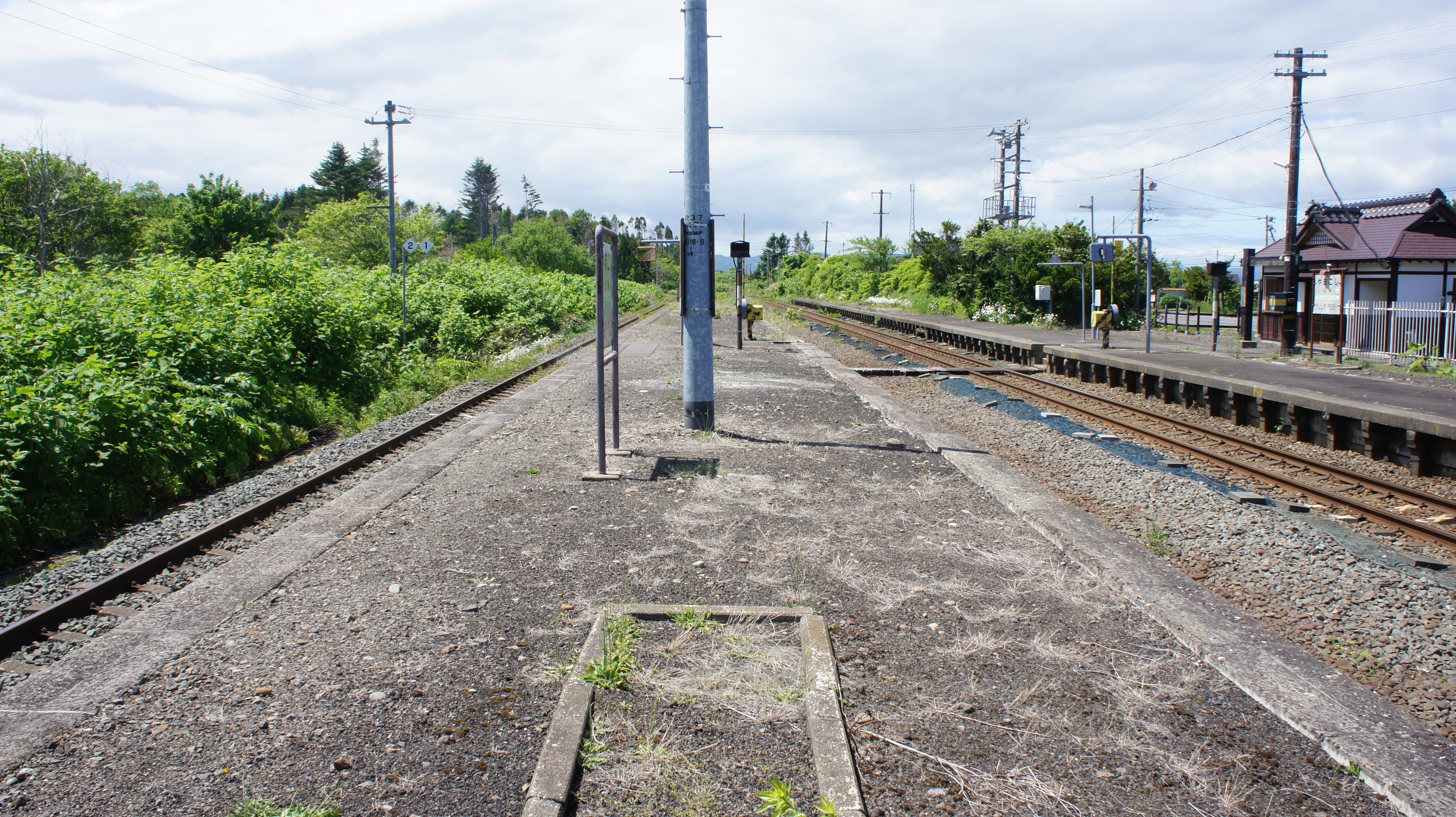
ホーム（2018年6月）
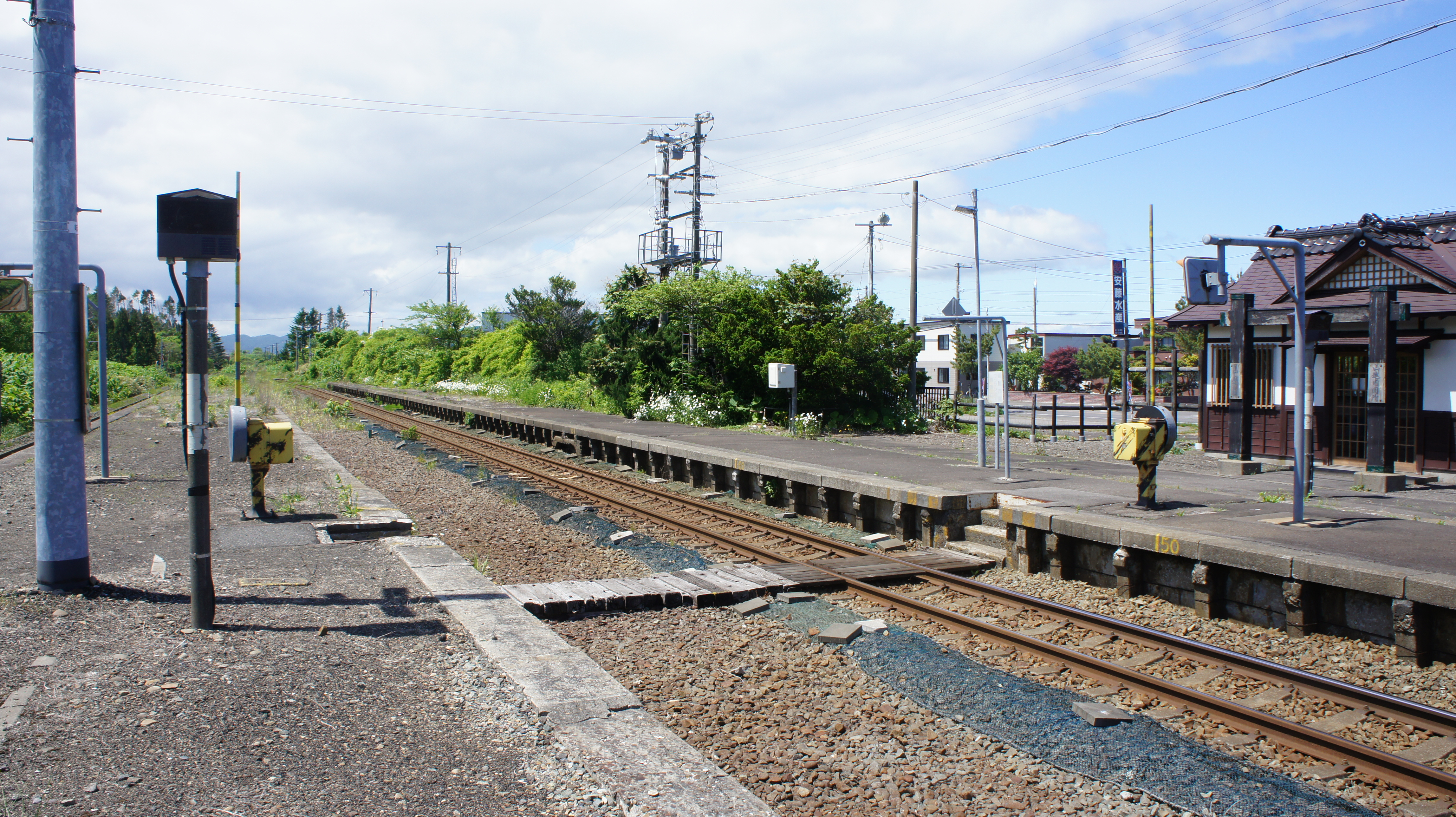
構内踏切（2018年6月）

## 利用状況
乗車人員の推移は以下の通り。年間の値のみ判明している年度は日数割で算出した参考値を括弧書きで示す。出典が「乗降人員」となっているものについては1/2とした値を括弧書きで乗車人員の欄に示し、備考欄で元の値を示す。
また、「JR調査」については、当該の年度を最終年とする過去5年間の各調査日における平均である。
| 年度               | 乗車人員（人） | 乗車人員（人） | 乗車人員（人） | 出典       | 備考 |
| 年度               | 年間           | 1日平均        | JR調査         | 出典       | 備考 |
| ------------------ | -------------- | -------------- | -------------- | ---------- | ---- |
| 1978年（昭和53年） |                | 68.0           |                | [ 9 ]      |      |
| 2015年（平成27年） |                |                | 「10名以下」   | [ JR北 2 ] |      |
| 2017年（平成29年） |                |                | 5.4            | [ 10 ]     |      |
| 2018年（平成30年） |                |                | 4.6            | [ 11 ]     |      |
| 2019年（令和元年） |                |                | 「10名以下」   | [ JR北 3 ] |      |
| 2020年（令和02年） |                |                | 「10名以下」   | [ JR北 4 ] |      |

## 駅周辺

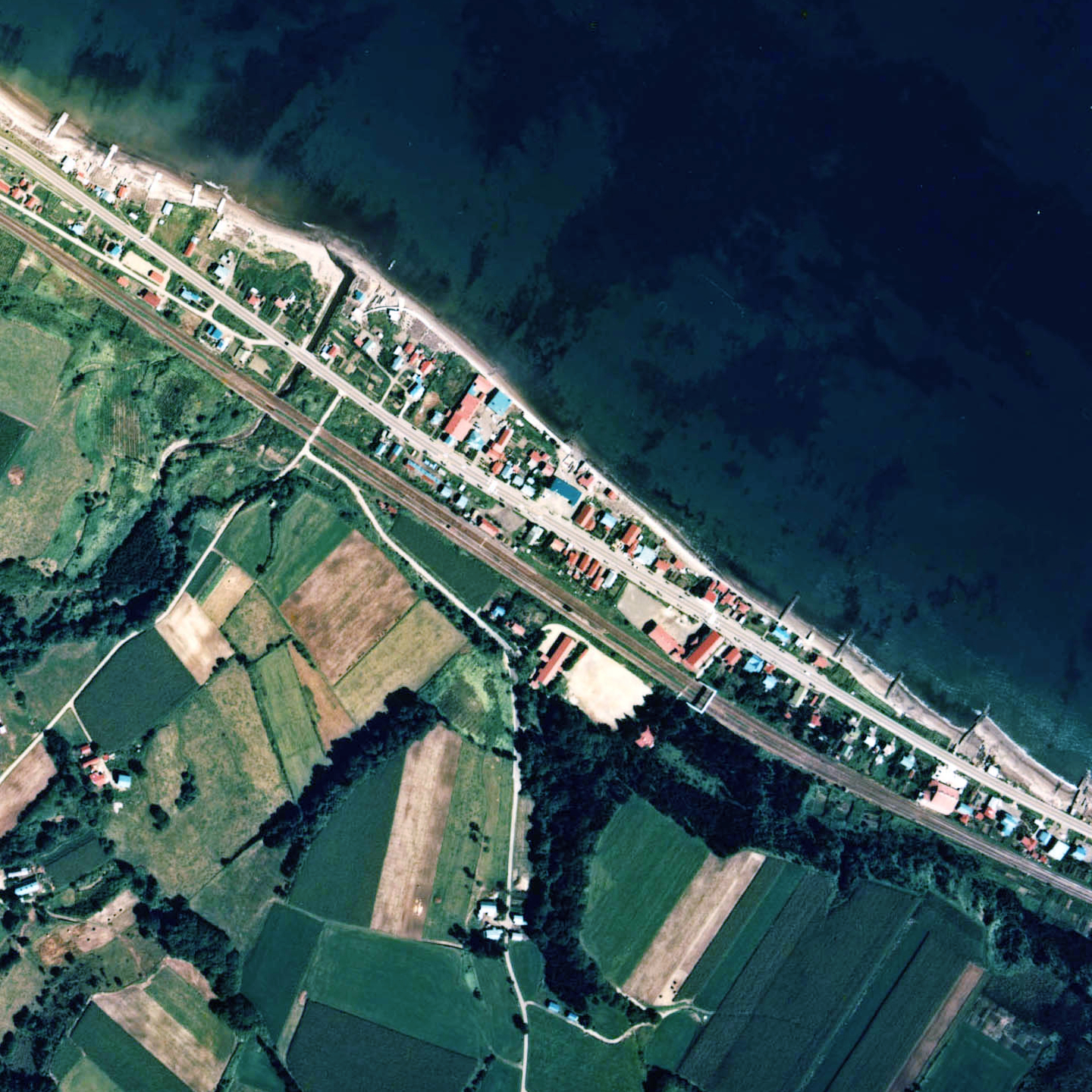
1976年の山越駅と周囲約1km範囲。右が函館方面。

- 国道5号
- 山越郵便局
- 八雲町立山越小学校
- 函館バス「山越駅前」停留所[12]
- 道央自動車道八雲パーキングエリア
- 噴火湾パノラマパーク
- ハーベスター八雲
- 浜松温泉
- ヤクモ飲料

## 隣の駅
北海道旅客鉄道（JR北海道）
■函館本線
野田生駅 (H56) - 山越駅 (H55) - 八雲駅 (H54)

### JR北海道
1. ↑  『駅番号表示（駅ナンバリング）を実施します』（PDF）（プレスリリース）北海道旅客鉄道、2007年9月12日。オリジナルの2007年9月30日時点におけるアーカイブ。2014年9月6日閲覧。
2. ↑  “極端にご利用の少ない駅（3月26日現在）” (PDF). 平成28年度事業運営の最重点事項.   北海道旅客鉄道. p. 6 (2016年3月28日). 2017年9月25日閲覧。
3. ↑  “駅別乗車人員” (PDF). 地域交通を持続的に維持するために > 全線区のご利用状況.   北海道旅客鉄道 (2020年10月30日). 2020年11月2日時点のオリジナルよりアーカイブ。2020年11月5日閲覧。
4. ↑  “駅別乗車人員” (PDF). 地域交通を持続的に維持するために > 全線区のご利用状況.   北海道旅客鉄道 (2021年9月30日). 2022年1月1日時点のオリジナルよりアーカイブ。2022年1月1日閲覧。